# Heilige Länge

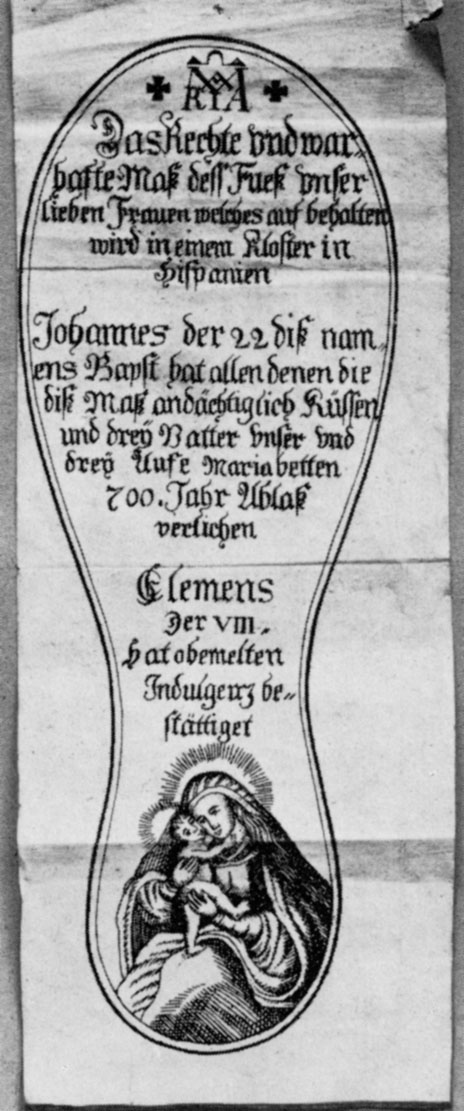
Das Rechte und warhafte Maß dess Fueß unser lieben Frauen, Kupferstich auf Papier, 18. Jahrhundert

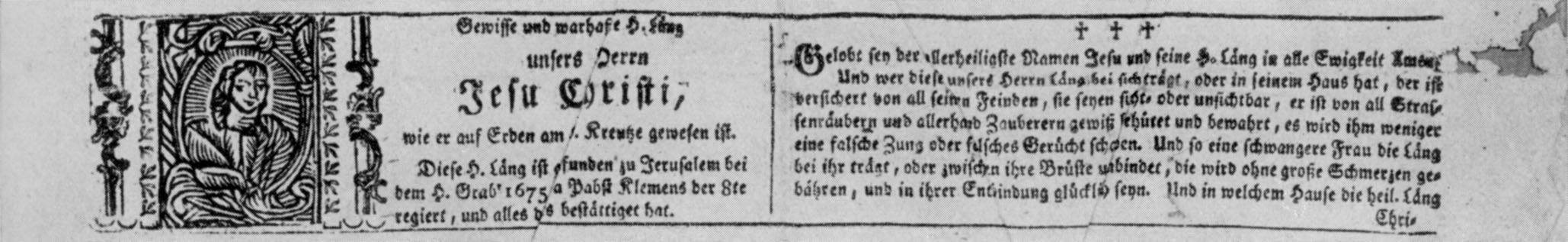
Gewisse und warhafte H. Läng unsers Herrn Jesu Christi

Heilige Maße oder Heilige Längen waren im Volksglauben verbreitet. Ihnen lag die populäre Auffassung zugrunde, dass man eine Heilsperson oder einen verehrten Gegenstand durch deren genaue Größenangabe vertreten konnte. Besaß man einen Papier- oder Stoffstreifen von der Größe einer bestimmten Person oder eines Objekts, so kam man auch in den Genuss von dessen Heilskraft.
Beispiele waren das Ausmaß der Geißelsäule, des Kreuzes, der Wundmale oder des Leichnams Jesu. Besondere Schutz- und Heilwirkung erhoffte man sich von den Maßen bestimmter Körperteile Jesu oder Marias, etwa vom Fuß Mariä oder von ihrem Gürtel. Manche Maße bezogen sich auch auf Gnadenbilder von Wallfahrtsorten. So gab es Längen von {\displaystyle \textstyle {\frac {1}{6}}} der Muttergottes von Einsiedeln, {\displaystyle \textstyle {\frac {1}{7}}} des Sarner Jesuskinds und Kopfmaße der Jesuskinder von Montserrat oder von Loreto. Viele weitere Maße waren in Gebrauch, etwa {\displaystyle \textstyle {\frac {1}{34}}} der Länge des heiligen Valentin und die Länge der heiligen Richildis von Hohenwart.
Oft waren die heiligen Längen mit Bittgebeten versehen, so etwa:
O Herr Jesu Christe! ich bitte dich, daß du mich in deiner H. Läng allzeit behütest und bewahrst vor allem Unglück, vor allen Feinden, schädlichen Wunden und Lästerungen, vor Feuer und Wasser, vor Straßenräubereyen, vor Vergiftung … vor all Zauberern und Zauberinnen, vor Hagel und Donner; vnd all schwangeren Frauen eine fröhliche Geburt.
Die Längen Christi wurden als Amulett getragen. Besondere Verwendung fanden sie bei der Geburt, hierbei wurden sie auf die Brust oder das Bett kreißender Frauen gelegt.
Von heiligen Maßen berichtete schon Gregor von Tours im 6. Jahrhundert. An einigen Orten konnte man heilige Maße noch im 20. Jahrhundert käuflich erwerben, obwohl die Kirche sie bereits im Mittelalter als Aberglauben verworfen hatte.